# Athanase Ier Manassès
Pour les articles homonymes, voir Athanase.
 (mai 2011).
Si vous disposez d'ouvrages ou d'articles de référence ou si vous connaissez des sites web de qualité traitant du thème abordé ici, merci de compléter l'article en donnant les références utiles à sa vérifiabilité et en les liant à la section « Notes et références ».
Athanase Ier, de son nom entier Athanase Manassès, fut patriarche melkite d'Antioche de 1157 à sa mort le 29 juin 1170.

## Biographie
On ignore presque tout de ses origines. Le caractère peu répandu de son patronyme fait penser qu'il devait être apparenté à l'écrivain contemporain Constantin Manassès, mais on ne sait de quelle façon. Par le seul écrit qu'on conserve de lui (un Éloge de Christodule de Patmos composé pour la fête de la translation de son corps, avant son accession au patriarcat), on sait qu'il a été moine au monastère Saint-Jean de Patmos (cf. « l'illustre Sabbas, qui a dirigé en son temps notre monastère [...] ») ; ce texte trahit d'autre part sa grande culture littéraire et rhétorique.
Il fut élu patriarche en remplacement de Sotérichos Panteugénos, candidat élu en 1155, mais qui fut condamné sur une question dogmatique lors de synodes tenus à Constantinople en 1156-1157, et qui vit donc son élection annulée (il est encore qualifié d'ύποψήφιος d'Antioche dans un acte daté du 12 mai 1157).
Antioche étant occupée par les croisés (Renaud de Châtillon, puis Bohémond III), le patriarche melkite résidait surtout à Constantinople, dans le monastère urbain des Hodègoi qui lui avait été affecté. Athanase Manassès était présent le 25 décembre 1161 à Sainte-Sophie quand le patriarche Luc Chrysobergès célébra le mariage de l'empereur Manuel Ier avec la princesse Marie d'Antioche. Il assista aussi au synode qui se tint dans la capitale en mars 1166 pour examiner le sens de la formule Pater major me est (Jn, 14, 28).
En août 1164, Nur ad-Din captura Bohémond III d'Antioche. Celui-ci fut libéré grâce à l'intervention de l'empereur Manuel. Il fit une visite de remerciement à Constantinople fin 1165 et accepta que le patriarche melkite s'installe à Antioche. Athanase partit donc avec Bohémond III peu après le synode de mars 1166. Son arrivée irrita au plus haut point le patriarche latin Aimery Malafaida ; en 1168, celui-ci accueillit en grande pompe le patriarche jacobite Michel le Syrien « comme pour humilier les Grecs ».
Athanase Manassès mourut dans un tremblement de terre. « La grande église des Grecs s'écroula tout entière [...] Quand ils y pénétrèrent, ils trouvèrent ce dernier [Athanase] broyé par le tremblement de terre. Ils le prirent alors qu'il respirait encore et l'emportèrent hors de la ville. Il mourut sur le chemin. »
Le manuscrit Sinaiticus 482 (1117) contient un court extrait d'une Vie du très saint patriarche d'Antioche Athanase Manassès.